# Parosphromenus harveyi
Parosphromenus harveyi é uma espécie de peixe da família Belontiidae.
É endémica de Malásia.